# Здзешин
Здзешин (пол. Zdzieszyn) — село в Польщі, у гміні Мщонув Жирардовського повіту Мазовецького воєводства.
Населення — 52 особи (2011).
У 1975-1998 роках село належало до Скерневицького воєводства.

## Демографія
Демографічна структура станом на 31 березня 2011 року:
|          | Загалом | Допрацездатний вік | Працездатний вік | Постпрацездатний вік |
| -------- | ------- | ------------------ | ---------------- | -------------------- |
| Чоловіки | 27      | 3                  | 20               | 4                    |
| Жінки    | 25      | 9                  | 14               | 2                    |
| Разом    | 52      | 12                 | 34               | 6                    |